# ジャンキウエ県
ジャンキウエ県（スペイン語: Provincia de Llanquihue）は、チリのロス・ラゴス州の4つの県のひとつである。県都はプエルト・モント。チリで2番目に大きな湖、ジャンキウェ湖は、オソルノ、カルブコ、プンティアグド、セロトロナドールの4つの火山と同様に、州に位置している。
ジャンキウエへのヨーロッパ人の定住は、ドイツ人がチリ南部への移住を奨励された1852年に始まった。1945年、ドイツからユダヤ人難民の新しい波がやってきた。
この地域は自然環境の美しさや、プエルト・モントやカルブコの港からの食べ物でよく知られている。

## 管理
県として、ジャンキウエ県はチリの第2レベルの行政部門であり、各構成自治体によって支配されている。プエルト・モントは県都である。県知事はチリ大統領が任命したフランシスコ・ル・ブレトン。

### 自治体
- Calbuco
- Cochamó
- Fresia
- Frutillar
- ジャンキーウェ
- Los Muermos
- Maullín
- プエルト・モント
- プエルト・バラス

### 主な都市
- Frutillar
- プエルト・モント
- プエルト・バラス
- ジャンキーウェ
- Fresia
- Calbuco

## 人口
国立統計研究所（INE）による2002年の国勢調査によれば、県は14,876.4平方キロメートル（5,744平方マイル）の面積に及び、321,493人（男性162,636人、女性158,857人）の人口を有し、その人口密度は1人あたり21.6平方キロメートル（5/sq）であった。このうち232,962人（72.5%）が都市部に住んでおり、88,531人（27.5%）が農村部に住んでいる。1992年から2002年の国勢調査の間に、人口は22.4%（58,931人）増加した。